# 中川清秀

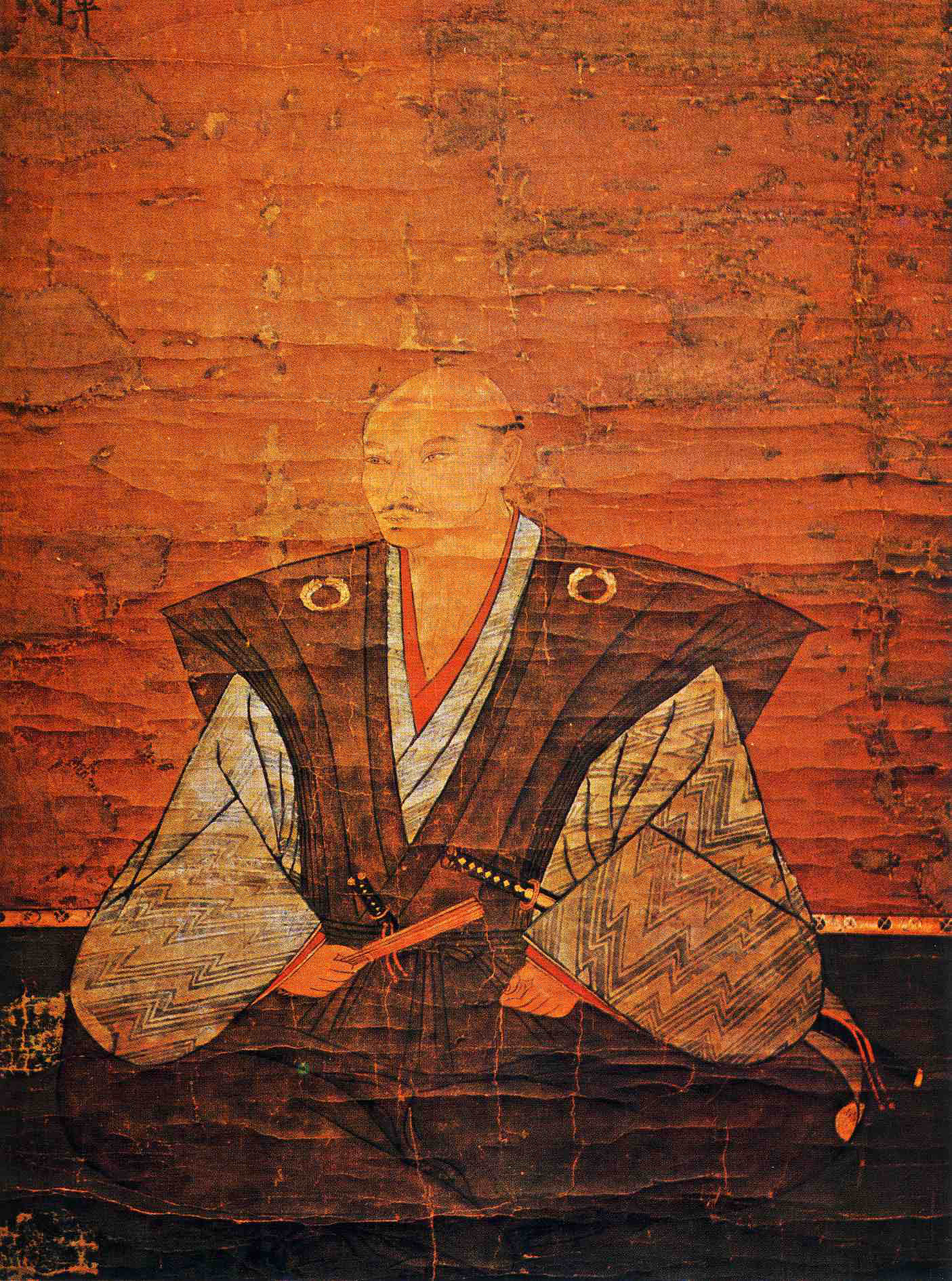
中川清秀像（梅林寺所蔵）

中川清秀（なかがわ きよひで，天文11年（1542年）－天正11年（1583年6月10日））幼名虎之助，通稱瀨兵衛，是日本戰國時代武將。父親是中川重清，有兒子秀政、秀成。
一開始是攝津國池田勝正的部下。織田信長上洛時，池田家發生內亂，勝正被放逐，改立對信長敵對的池田知正為當家。天正元年（1572年），中川清秀與同樣侍奉知正的荒木村重一起在白井河原之戰中斬殺足利家的和田惟政，戰後擔任茨木城主。
天正7年（1578年），當荒木村重反叛織田信長之時，曾與村重一起出兵攻打信長，但是後來妹婿古田重然前來勸說，最後使清秀在有岡城之戰背叛荒木村重，投降信長，反攻村重的側翼。之後陸續擔任丹羽長秀及池田恆興的部下。在本能寺之變後，成為羽柴秀吉的部下。
天正11年（1583年），在賤岳之戰中擔任秀吉方第二波先鋒，與高山右近、三好秀次防守大岩山砦，遭到柴田軍猛將佐久間盛政的猛攻而戰死，享年42歲。
次子秀成其後成為豐後國岡藩初代藩主，延續直到幕末。